# アンブロジオ・スピノラ

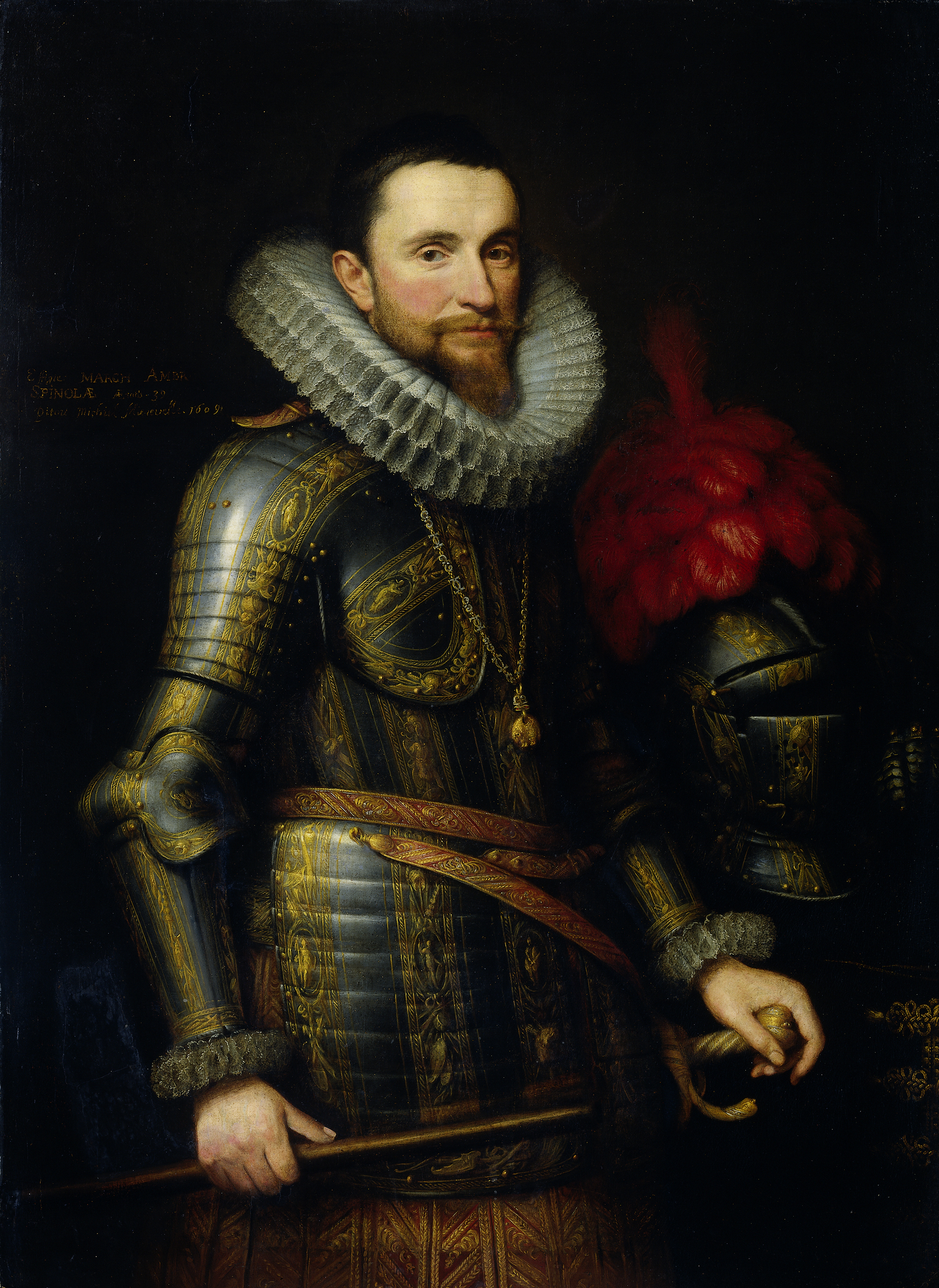
1609年に描かれたアンブロジオ・スピノラの肖像画

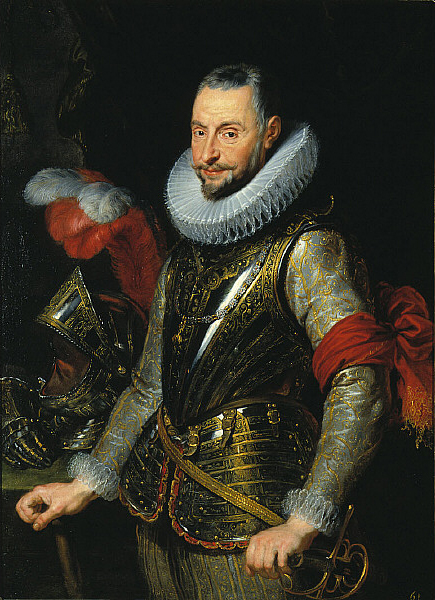
スピノラの肖像画

アンブロジオ・スピノラ（Ambrosio Spinola, 1569年 - 1630年9月25日）は、17世紀前半スペインの将軍、初代ロス・バルバセス侯爵。
ヨーロッパ中にその名を轟かせた攻城戦の名人であり、17世紀のスペインを代表する名将でもある。1628年にフランス宮廷に立ち寄った際には宮廷挙げての歓迎を受けた他、軍事史上名高いオランダの名将オラニエ公マウリッツ・ファン・ナッサウも、敵ながらその能力を高く評価していたとされる。

## 生涯

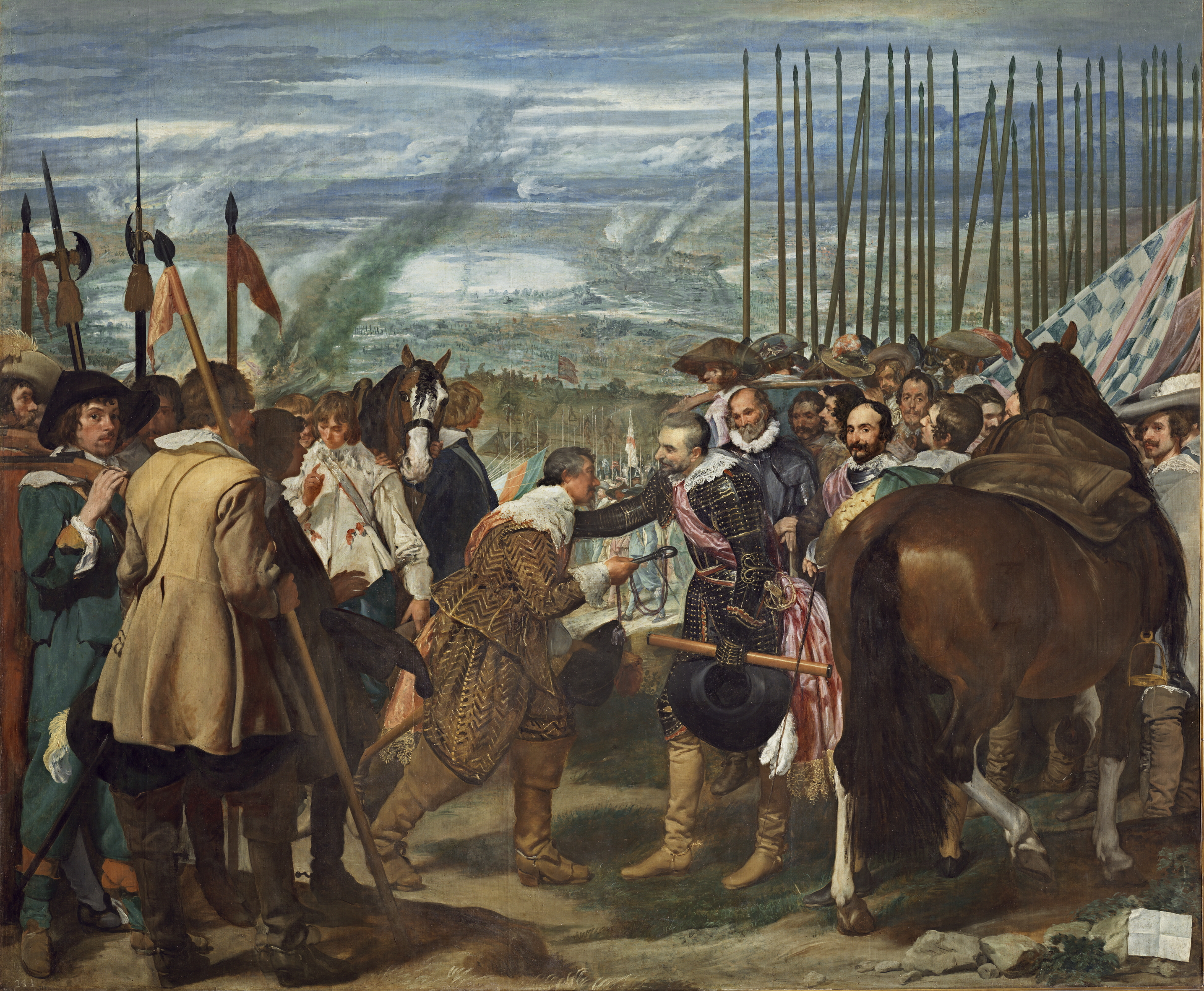
テルシオ。アンブロジオ・スピノラ、1625年にかけて名高いブレダ攻城戦を指揮している。

ジェノヴァの名家の長男として生まれる。スピノラ家はセスト及びベネフロ侯爵家であり、銀行業を営んでいた。しかしジェノヴァ国内での政争に敗れたアンブロジオは、当時ジェノヴァの宗主国であったスペインの将帥として立つことを選ぶ。1602年、アンブロジオは弟のフェデリコとともにスペイン王国と傭兵契約を結び、フランドルへ向かう。
当初スペインはアンブロジオの部隊をイングランド侵攻に使う予定であったが、この計画が白紙となったため、アンブロジオは八十年戦争に投入されることになる。アンブロジオは1603年よりオーステンデ包囲戦を引き継ぎ、1604年にこれを陥落させフランドル駐留軍の序列第二位に昇格、1605年には「財政の監督者」として軍事財政の最高責任者となる。
その後、フェリペ三世から巨額の援助と指令を受けフランドル各地を転戦し、オランダ（ネーデルラント連邦共和国）軍を率いるマウリッツ・ファン・ナッサウと互角の攻防を展開する。しかし1606年の遠征終了時にディーストで4000人以上の兵士が参加する大規模な叛乱が勃発、スペイン王室の方針転換などもあり、以降1609年に十二年休戦が成立するまで攻勢が不可能になる。
1618年に三十年戦争が始まると、アンブロジオはスペイン軍を率いてプファルツに侵入し、ライン峡谷を占拠、イタリアとネーデルランドを結ぶ新たな通行路を作り出す華々しい戦果を上げる。1621年にオランダとの休戦協定が切れると、アンブロジオは再びフランドルに帰還し、1622年には要衝ベルヘン・オプ・ゾームを包囲するが、包囲軍の36%を失う大敗北を喫する。その後は兵力の回復に努め、1624年から1625年にかけて名高いブレダ攻城戦を指揮している。また1621年に彼はロス・バルバセス侯爵位にスペイン王より叙せられ「大貴族」（グランデ）の特権を手に入れている
しかしこの頃、新たにフェリペ4世の寵臣として寵臣政治を展開していたオリバーレス公伯爵はフランドル政策においてスピノラと意見が対立し、スピノラに非協力的であった。この政争は1625年に死亡したマウリッツの跡を継いでオランダ軍を指揮したフレデリック・ヘンドリックに有利に働き、戦況は悪化していった。
1628年1月、オリバーレス公伯爵はスピノラをフランドル駐留スペイン軍の総司令官の任務から外し、マドリードに呼び寄せた。スピノラはマドリードに向かう途中、ラ・ロシェル攻城戦を行っていたフランス軍のルイ13世やリシュリュー枢機卿と会談し、ラ・ロシェル攻撃に関するアドバイスを行っている。やがてマドリードの宮廷に合流したスピノラはその人間性でスペイン宮廷を魅了してしまうが、これが生来気難しい性格で孤立しがちであったオリバーレス公伯爵の孤立感をさらに深めたとも言われる。
折しもこの時、スペインはイタリアのマントヴァ公国継承に関わる紛争でモンフェラート侯爵領のカザーレへの侵攻を企図していた。1629年、アンブロジオはマントヴァ公国継承戦争を指揮するためイタリアに派遣される。しかし、オリバーレス公伯爵の非協力的な態度は続き、アンブロジオは全ての財産を失って失意のうちに病死した。結局、スピノラ家にスペイン王室から戦費が支払われることは無かった。

## ベラスケスとアンブロジオ
1634年から1635年にかけてディエゴ・ベラスケスが描いた名画「ブレダの開城」において、中央で敗将のユスティヌス・ファン・ナッサウを労っているのはアンブロジオである。アンブロジオはその生涯と財産の全てをスペイン王室に搾取された存在であったが、この不朽の名画にその姿が描かれたことは、率いたスペイン人将兵からの崇拝とともに、彼がスペインから得たわずかな栄光の一部となった。